# Andreas Fahrmeir

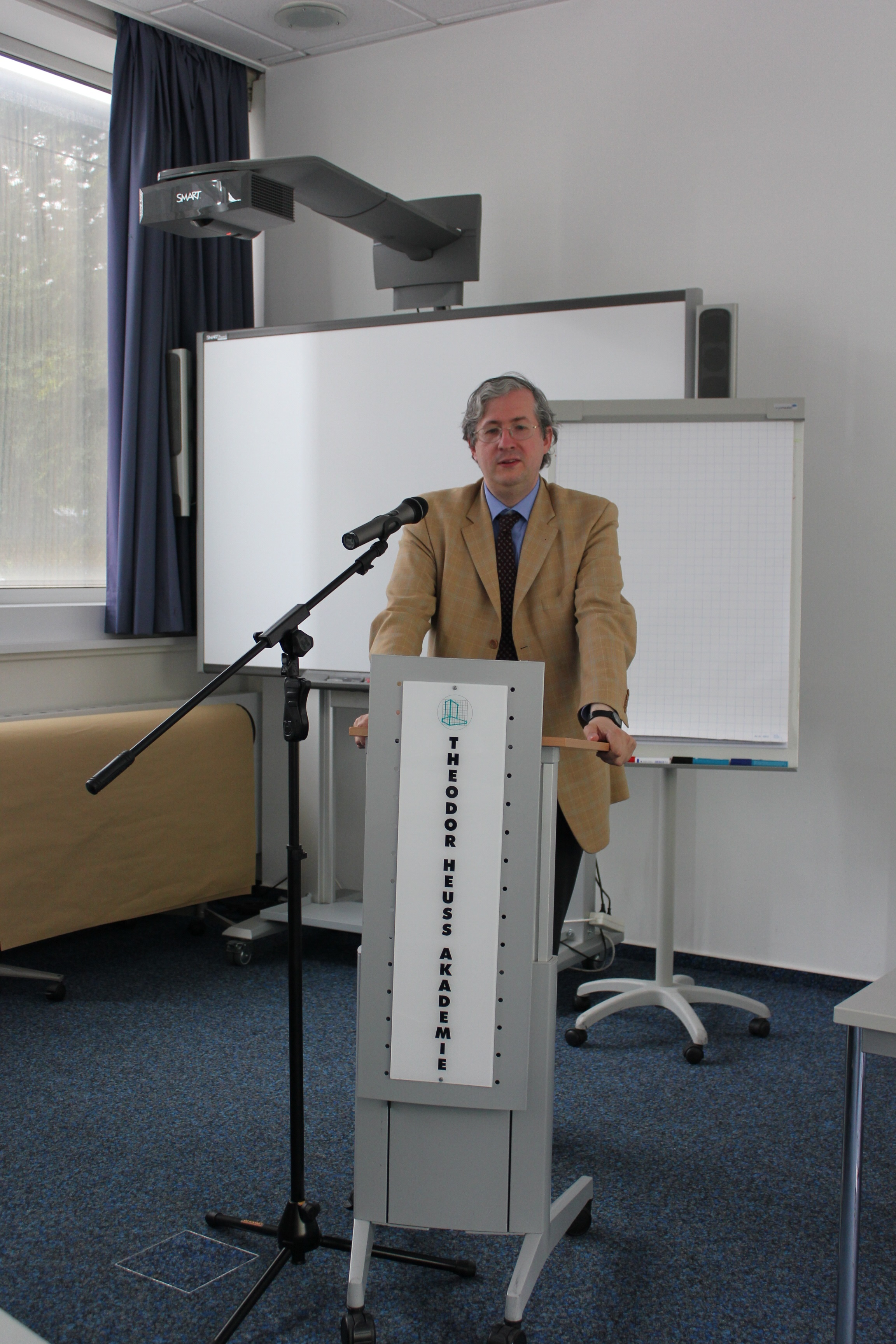
Andreas Fahrmeir auf einer Tagung des Archivs des Liberalismus in der Theodor-Heuss-Akademie, Gummersbach, 2014

Andreas Fahrmeir (* 10. September 1969 in Frankfurt am Main) ist ein deutscher Historiker.

## Leben
Andreas Fahrmeir besuchte das Kaiserin-Friedrich-Gymnasium in Bad Homburg vor der Höhe und machte dort 1988 das Abitur. Er studierte an der Universität Frankfurt am Main zunächst Chemie, später Mittlere und Neuere Geschichte, Geschichte der Naturwissenschaften und Anglistik und schloss das Magisterstudium im Jahr 1994 ab. Promoviert wurde Fahrmeir 1997 am Sidney Sussex College der University of Cambridge. Seine Dissertation Citizens and Aliens. Foreigners and the Law in Britain and the German States, 1789–1870 erschien im Jahr 2000. 1999 erhielt er den Thirlwall Prize und Seeley Medal von der Faculty of History der University of Cambridge.
Auf eine Beschäftigung am Deutschen Historischen Institut London (1997–2001) folgte 2001/2002 Fahrmeirs Habilitation mit der Arbeit Ehrbare Spekulanten. Stadtverfassung, Wirtschaft und Politik in der City of London (1688–1900) an der Frankfurter Universität. Im Jahr 2002 war Fahrmeir kurzzeitig als Berater für McKinsey & Company in Frankfurt am Main tätig, anschließend erhielt er bis 2004 Fördermittel des Heisenberg-Programms der Deutschen Forschungsgemeinschaft.
Im Jahr 2003 wurde Fahrmeir der Friedrich-Sperl-Preis zur Förderung der Geisteswissenschaften des Vereins der Freunde und Förderer der Johann-Wolfgang-Goethe-Universität verliehen. 2004 trat Fahrmeir eine Professur für Europäische Geschichte des 19. und 20. Jahrhunderts an der Universität zu Köln an. Seit 2006 ist er als Inhaber der Professur für Neuere Geschichte unter besonderer Berücksichtigung des 19. Jahrhunderts an der Johann Wolfgang Goethe-Universität Frankfurt am Main Nachfolger des 2004/2005 emeritierten Lothar Gall.
Im Jahr 2009 war Fahrmeir Fellow des Forschungskollegs Humanwissenschaften der Goethe-Universität in Kooperation mit der Werner-Reimers-Stiftung. Er forscht zur Migration und Migrationskontrolle, über die europäischen Eliten, die Politik- und Kulturgeschichte der europäischen Monarchien sowie über Entstehung und Wandel normativer Ordnungen. Er ist Vertrauensdozent der Studienstiftung des deutschen Volkes und zählt zu den Herausgebern der Historischen Zeitschrift sowie des Online-Rezensionsjournals Sehepunkte. Fahrmeir hat 2012 einen Ruf an die Universität München auf eine W3-Professur für Neuere und Neueste Geschichte abgelehnt und begann im gleichen Jahr eine Tätigkeit als Teilprojektleiter im Frankfurter LOEWE-Schwerpunkt „Außergerichtliche und gerichtliche Konfliktlösung“. Fahrmeir ist Mitglied der Frankfurter Historischen Kommission.

## Schriften (Auswahl)
Monographien
- Citizens and Aliens. Foreigners and the Law in Britain and the German States, 1789–1870 (= Monographs in German History. Bd. 5). Berghahn Books, New York u. a. 2000, ISBN 1-57181-717-4 (Rezension bei H-Soz-Kult).
- Ehrbare Spekulanten. Stadtverfassung, Wirtschaft und Politik in der City of London (1688–1900) (= Veröffentlichungen des Deutschen Historischen Instituts London. Bd. 55). Oldenbourg, München 2003, ISBN 3-486-56725-X.
- Citizenship. The Rise and Fall of a Modern Concept. Yale University Press, New Haven/London 2007, ISBN 1-57181-717-4 (Rezension bei sehepunkte).
- Revolutionen und Reformen. Europa 1789–1850 (= C.H. Beck Geschichte Europas). C.H. Beck, München 2010, ISBN 978-3-406-59986-6 (Rezension bei sehepunkte; Rezension bei H-Soz-u-Kult).
- Europa zwischen Restauration, Reform und Revolution 1815–1850 (= Oldenbourg Grundriss der Geschichte. Bd. 41). Oldenbourg, München 2012, ISBN 978-3-486-70939-1 (Rezension bei sehepunkte).

Herausgeberschaften
- mit Annette Imhausen: Die Vielfalt normativer Ordnungen (= Normative orders. Bd. 8). Campus, Frankfurt am Main 2013, ISBN 3-593-39868-0.
- Rechtfertigungsnarrative. Zur Begründung normativer Ordnung durch Erzählungen. Campus, Frankfurt am Main 2013, ISBN 3-593-39864-8.
- mit Sabine Freitag: Mord und andere Kleinigkeiten. Ungewöhnliche Kriminalfälle aus sechs Jahrhunderten (= Beck'sche Reihe. Bd. 1408). C.H. Beck, München 2001, ISBN 3-406-45948-X.
- Deutschland. Globalgeschichte einer Nation. C.H. Beck, München 2020, ISBN 978-3406756191.